# 达亚娜·艾特贝格尔
达亚娜·艾特贝格尔（德語：Dajana Eitberger，1991年1月7日—），德国女子雪橇运动员。她曾代表德国参加2018年冬季奥林匹克运动会雪橇比赛，获得一枚银牌。